# Goczołowie Architekci
Goczołowie Architekci – autorska pracownia architektoniczna działająca w Zabrzu od 2000 roku.
Właściciele pracowni, architekci Beata i Witold Goczołowie, są absolwentami Wydziału Architektury Politechniki Śląskiej w Gliwicach, członkami Śląskiej Okręgowej Izby Architektów, laureatami w konkursach architektonicznych polskich i międzynarodowych.
Najważniejsze nagrody i wyróżnienia:
- Grand Prix na VII Międzynarodowym Biennale Architektury w Krakowie w roku 1998[3][4]
- Pierwsza Nagroda na VIII Międzynarodowym Biennale Architektury w Krakowie w roku 2000[1]
- Wyróżnienie Wojewody Śląskiego w konkursie Architektura Roku Województwa Śląskiego 2005[5]
- Nagroda Roku SARP 2006[6]
- Pierwsza Nagroda w konkursie Polski Cement w Architekturze 2007[7]

Beata Goczoł w 1995 roku została absolwentką Wydziału Architektury Politechniki Śląskiej w Gliwicach. W roku 2000 uzyskała Nagrodę Wojewody Śląskiego Młody Twórca Architektury Województwa Śląskiego, w roku 2003 nagrodzona została Medalem Stowarzyszenia Architektów Polskich Oddział Katowice za Twórczość Architektoniczną, a w roku 2009 została laureatką nagrody EUROPE 40 UNDER 40 dla najlepszych młodych europejskich architektów i designerów przyznawanej przez The European Centre for Architecture Art Design and Urban Studies.
Są autorami i współautorami zrealizowanych obiektów architektonicznych z zakresu budownictwa mieszkaniowego, usługowego, sakralnego i muzealnego, w tym najlepszego obiektu architektonicznego powstałego w Polsce w roku 2006, tj. nagrodzonego Nagrodą Roku SARP Pawilonu Paleontologicznego zlokalizowanego na terenie stanowiska paleontologicznego w Krasiejowie k. Opola (wraz z Oskarem Grąbczewskim, Katarzyną Chobot i Maciejem Grychowskim).